# NGC 1000
NGC 1000은 안드로메다자리 방향에 있는 타원은하이다. 크기는 0.6×0.4로 작다. 겉보기등급은 +15.44 등급이다. 1871년 12월 9일 에드워드 스테판에 의해 발견되었다.